# پشمی‌واران
پشمی‌واران (نام علمی: Lasiocampoidea) نام یک بالاخانواده از راسته پروانه‌سانان است.